# 1971 au théâtre
| Années du théâtre : 1968 - 1969 - 1970 - 1971 - 1972 - 1973 - 1974    |
| Décennies du théâtre : 1940 - 1950 - 1960 - 1970 - 1980 - 1990 - 2000 |

Cet article présente les faits marquants de l'année 1971 au théâtre.

## Pièces de théâtre représentées
- 17 septembre : La Maison de Zaza, mise en scène Robert Manuel, théâtre des Nouveautés (création)
- 26 septembre : Galapagos de Jean Chatenet, mise en scène Bernard Blier, Théâtre de la Madeleine

## Naissances
- 3 février : Sarah Kane, dramaturge britannique († 1999).
- 29 mars : Alexandre Espinasse, dit Alexandre Brasseur.
- 28 mai : Isabelle Carré, actrice française.
- 24 juillet : Eugénia Chuprina, poétesse, autrice et dramaturge ukrainienne.

## Décès
- 26 février : Fernand Contandin, dit Fernandel, acteur, humoriste, chanteur et réalisateur français (° 8 mai 1903).
- 24 mars : Claire Gérard (°1889).
- 10 mai : Faïna Chevtchenko, actrice russe et soviétique (° 5 avril 1893).
- 28 mai : Jean Vilar (°1912).
- 31 juillet : Michel Saint-Denis (°1897).
- 12 août : Jean-Marc Tennberg (°1924).